# Neubiberg
Neubiberg est une commune allemande, située en Bavière, dans l'arrondissement de Munich. Les villes avoisinantes sont Munich (ainsi que Neuperlach et Waldperlach qui en sont des quartiers), Ottobrunn, Unterhaching et Putzbrunn.

## Géographie
Neubiberg se situe aux frontières de Munich. La ville est beaucoup plus longue que large, avec une distance est-ouest d'environ 6 km, et d'une largeur moyenne d'environ 1 km. Le relief est plat, avec à l'ouest un dénivelé de 547 mètres par rapport au niveau de la mer et à l'est de 555 mètres, ce qui est à peine perceptible. La seule rivière est la Hachinger Bach qui traverse Unterbiberg à l'ouest. La ville moderne s’est développée par l’est où l’on trouve encore beaucoup de maisons de style traditionnel, quasiment identique aux habitations des agglomérations voisines.
La ville dispose au centre d’une forêt qu'elle partage avec Ottobrunn, et à l’est d’une partie de la forêt Waldperlach qu'elle partage avec Munich.
La partie centrale de la commune est occupée par un campus universitaire militaire. À l’ouest se situe l’ancien village d’Unterbiberg désormais intégré à Neubiberg, qui est le cœur historique de la commune. Unterbiberg a gardé son charme de village typique de Haute-Bavière, même si de nouveaux lotissements nommés « Vivamus » ont été construits au cours des dernières années. Aujourd'hui Unterbiberg est en termes de taille, d'industrie et de population beaucoup moins développée que la zone est de Neubiberg.
À Unterbiberg il y a une vieille église avec un dôme en forme d’oignon, de vieilles fermes, etc. À l'ouest de Neubiberg il y a encore quelques champs agricoles. La municipalité est densément peuplée avec une majorité de pavillons avec des jardins, contrairement à Neuperlach et ses grands immeubles. Bien que n'étant pas réellement dans la ville, mais à la frontière, la vaste forêt Waldperlach donne l’impression d’être dans un village à la campagne. De plus, l’ensemble Neubiberg, Unterhaching et Ottobrunn, a un total de 126 hectares de forêt « Landschaftspark Hachinger Tal ».
| Munich       |           |           |
|              | Neubiberg | Putzbrunn |
| Unterhaching |           | Ottobrunn |

## Histoire

### Jusqu'auXIXesiècle
Les premiers signes d’habitation remontent aux temps préhistoriques et protohistoriques, comme pour toute la vallée qui borde la rivière Haching. Grâce aux fouilles archéologiques on a découvert des vestiges de l’époque hallstatienne (800-500 av. J.-C.) et romaine (300-400 apr. J.-C. Le terme « Villa Piburg » (actuellement Unterbiberg) a été mentionné vers 1034-1041 comme don au monastère de Tegernsee, jusqu’à la fermeture de celui-ci en 1803. Unterbiberg était dans le cadre de la réforme administrative de Bavière en 1818 une commune politiquement indépendante. Les « colons » de Munich se sont installés vers 1900 à l'est de l'ancienne route qui descend vers Rosenheim. Ce lieu a été appelé pour la première fois "Neubiberg" en 1903.

### AuXXesiècle
Pendant la période du national-socialisme, la base aérienne militaire de Neubiberg a été construite. Elle se situe à l'est du centre-ville historique d’Unterbiberg et a été utilisé après la fin de la Seconde Guerre mondiale par l'US Air Force. La base aérienne est devenue en 1958 l’université de la Bundeswehr (école militaire) et ainsi la base de l’Armée de l'Air a été définitivement transférée en 1973 à Fuerstenfeldbruck. Le 1er janvier 1975, le nom de la municipalité d’Unterbiberg a été officiellement changé et la ville s’est unifiée avec Neubiberg. En 1982, un centre sportif a été créé à la Zwergerstraße, juste derrière l’école militaire.

### De nos jours
Depuis les années 1990, de nouveaux logements (nommés « Vivamus ») au nord-est du centre historique d’Unterbiberg sont construits. Quelques années plus tard, en 1997, d’autres lotissements ont été construits (nommés « Heid ») sur la partie orientale de l'aérodrome désaffecté. La plus grande partie de l'ancienne zone de l'aérodrome est utilisée actuellement comme un parc et est restée intacte.
De 2001 à 2005 sur le terrain de l’ancienne chapelle dans le quartier Unterbiberg, s’est créé le campus MoTo Project Management connu aujourd’hui sous le nom de Campeon qui est le siège social d’Infineon, Intel, et Lantiq. Enfin en 2004, Neubiberg a vu se développer l'autoroute A8 Munich-Salzbourg, qui passe à travers la ville par le "tunnel de Neubiberg". 

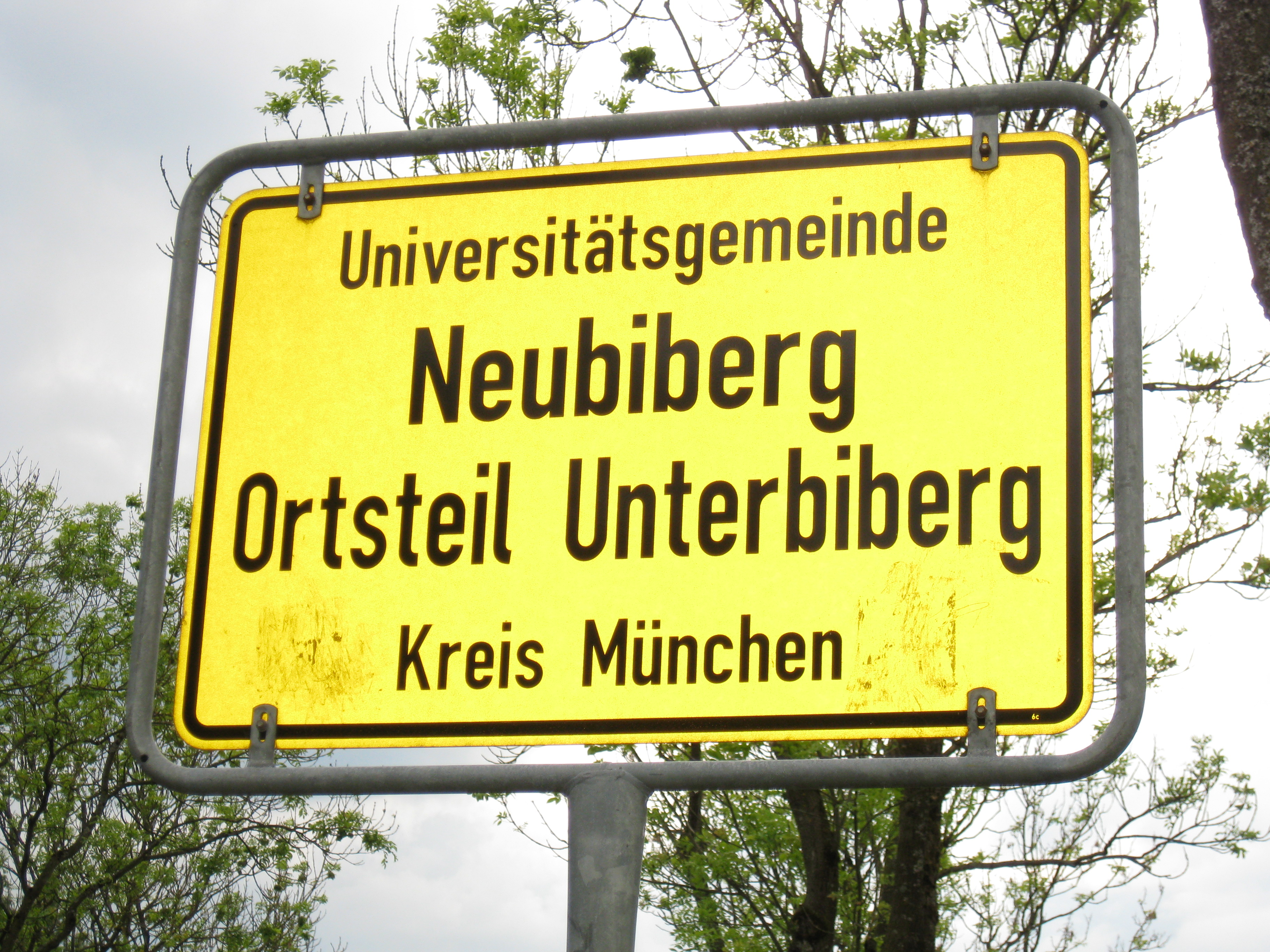
Pancarte de Neubiberg

Neubiberg, est la seule "ville universitaire" en Allemagne. Depuis 2006, ce nom non officiel est également marqué sur les pancartes à l'entrée de la ville.

## Politique
L'équipe municipale a été élue le 16 mars 2014 avec un pourcentage de 51,1%. Le mandat actuel se finit le 30 avril 2020.
Le maire actuel est Günter Heyland (Freie Wähler N@U).
Résultats des élections du 16 mars 2014:
| Parti        | Pourcentage | Sièges |
| ------------ | ----------- | ------ |
| CSU          | 30,7 %      | 7      |
| FDP          | 3,1 %       | 1      |
| FW.N@U       | 26,7 %      | 6      |
| Grüne/ödp    | 18,9 %      | 5      |
| SPD-N.U.B    | 17,9 %      | 4      |
| USU-100% Uni | 2,7 %       | 1      |

## Villes jumelées
Neubiberg est jumelée avec une ville française et une ville russe.
- Ablon-sur-Seine, France : depuis 1974/1975
- Tchernogolovka, Russie : depuis 1992

Pour le jumelage français, un échange culturel d'un groupe de 10 jeunes français et allemands se déroule chaque année (les jeunes français visitent Neubiberg et les jeunes allemands visitent Ablon-sur-Seine une fois par an). De même il existe un échange culturel pour adultes qui a lieu une fois par an. De plus, pour les grands événements de chaque commune, une délégation de la ville jumelée propose différentes activités tels que le tire à l’arbalète par exemple.
Pour le jumelage russe, outre l'échange culturel de jeunes, il existe un fort lien entre les écoles de musique des deux communes.